# Lalla Aisha
Lalla Aisha de Marruecos (Rabat, 17 de junio de 1931 - ibídem, 4 de septiembre de 2011). Era hija del rey Mohammed V de Marruecos y de su segunda esposa, Lalla Abla bint Tahar. Hermana menor del rey Hassan II de Marruecos. Diplomática y defensora de los derechos de las mujeres, fue una de las primeras marroquíes de influencia en el ámbito político a raíz de su famoso discurso durante la histórica visita de su padre a Tánger en abril de 1947.

## Por la independencia y la liberación de las mujeres
Lalla Aisha obtuvo el favor de la nación marroquí muy temprano. En abril de 1947 el rey Mohammed V viajó junto a su primogénito y la princesa a Tánger, entonces zona internacional con su propio sistema legal. El sultán, dejando a un lado el discurso autorizado por el protectorado francés declaró la unidad de la nación marroquí bajo su soberanía, sin referencia a los protectorados francés y español. Este acto se considera el primer llamamiento público a la independencia. 

Lalla Aisha en Tánger, 1947

Tanto la princesa como el entonces príncipe también hicieron sendos discursos a favor de la independencia de Marruecos en este acto. Sin velo y vestida al estilo occidental de la época, habló a una audiencia compuesta por hombres conservadores propios de ese período. Lalla Aisha, que en este momento tenía 17 años, logró agitar a las masas con su discurso: "Nuestro sultán, que Dios le bendiga, (...) espera que todas las mujeres perseveren por la vía de la educación. (...) Ellas son la prueba de nuestro renacimiento y el motor de nuestro programa de reformas". Enfatizó en cómo su padre la había animado a estudiar lenguas modernas y árabe clásico, la lengua franca del discurso público en el mundo árabe. Ella incitó a las mujeres marroquíes en su discurso a participar en la esfera política y luchar por su libertad. Fue la primera princesa en dar un discurso sobre la liberación de las mujeres en Marruecos.
Entre los asistentes hubo reacciones positivas a las palabras de Lalla Aisha sobre la liberación de las mujeres y otras no tanto. Después abandonar Tánger, el tradicional Mandoub de Tánger, nominalmente el representante del Sultán, emitió órdenes para el arresto de cualquier mujer que se atreviera a usar el atuendo occidental. "Si nuestras mujeres usan ropa occidental, tratarán de volverse totalmente occidentales" (…) "¡Beberán, se pondrán trajes de baño y se acostarán junto a los hombres en la playa!" En la entrevista concedida a la revista Times expresó: "Estaba tan nerviosa. (…) Me pidieron que diera un discurso, lo cual hice. Después del discurso, pude entender lo que estaba pasando en Marruecos en ese entonces ... era libre ... sabía lo que estaba a punto de suceder".

#### Repercusión nacional e internacional
La revista Time le dedicó su portada el 11 de noviembre de 1957 bajo el lema "La emancipación de las mujeres musulmanas". Pero ni los ulemas de la Ley islámica ni el Protectorado veían con buenos ojos la emancipación de las mujeres. Lalla Aisha llegó a desempeñar un gran protagonismo político incluso en vida de su padre. Fue la primera mujer de la familia real que se dirigió a la población sin velo. Ella había llegado a simbolizar la independencia y el feminismo de Marruecos. Muchos líderes nacionalistas proporcionaron a sus hijas una educación occidental, además de retirar la obligatoriedad del velo. Hubo incluso un colgante usado por los nacionalistas mucho después de su discurso con una imagen del sultán de lado y otra de ella en el otro. Modestamente, Lalla Aisha le dijo a Time en 1957 que no se había dado cuenta del impacto que su discurso tendría. Cuando era joven, todavía no había entendido las realidades de la vida de sus compañeras de campo.
Desde el discurso de Tánger, Lalla Aisha acompañó a su padre en sus inauguraciones de escuelas públicas en todo el país y su nombre se asoció con la emancipación de las mujeres. Por esta razón, muchas escuelas fueron bautizadas con su nombre. Tras la muerte de su padre, su hermano, Hassan II, ejerció una influencia considerable pero, según se decía, temeroso de la influencia de su hermana la envió al extranjero porque era demasiado popular e independiente en Marruecos y la trajo de vuelta cuando se hizo demasiado popular e independiente en el extranjero.
En Gran Bretaña, su ejemplo de liderazgo femenino en el mundo árabe continúa: su sobrina, la princesa Lalla Joumala Alaoui, es la actual embajadora de Marruecos en Estados Unidos.

## Formación y Carrera

#### Formación
Lalla Aisha recibió educación privada en Rabat. En 1953, el rey Mohammed V fue exiliado junto a su familia a Córcega y la princesa no pudo continuar su educación superior pero aprovechó esta estancia para aprender idiomas. A petición de su padre, tanto ella como sus hermanos recibieron educación occidental. Lalla Aisha estudió Historia en la Sorbona. Después de regresar del exilio en 1955, ocupó puestos muy importantes en la diplomacia marroquí posterior a la independencia y participó en reuniones nacionales e internacionales. 

#### Carrera diplomática
La princesa Aisha luchó toda su vida por los derechos de las mujeres y fue la primera embajadora árabe. Tras el ascenso de su hermano al poder, el 3 de marzo de 1961, se convirtió en la embajadora de Marruecos en:
1. Corte de St James’s, Gran Bretaña (1965-1969) conociéndose una gran amistad con Margarita (hermana pequeña de Isabel II).
2. Grecia (1969-1970).
3. Italia (1970-1973).

En 1957, poco después de la independencia, el rey estableció el Entraide Nationale, un plan de apoyo nacional para ayudar a los pobres y Aisha se convirtió en su primera presidenta. Reagrupó la Liga de Protección de la Madre y del Niño, la Liga contra la Tuberculosis, la Cruzada Roja y la Liga contra el Analfabetismo. Jugó un papel importante tras el terremoto que asoló la ciudad de Agadir en 1960. Fue presidenta de la Sociedad de la Media Luna Roja Marroquí desde 1950 hasta 1967. Representó a las mujeres marroquíes en la ONU en 1956 y también fue presidenta honoraria de la Unión Nacional de Mujeres Marroquíes desde 1969 hasta su muerte en 2011, a la edad de 81 años.

## Vida personal
Se casó el 16 de agosto de 1961 en Dar al-Makhzin (Rabat). La ceremonia fue triple ya que se celebró tanto su boda como la de sus dos hermanas, Lalla Malika y Lalla Fatima Zohra). Su matrimonio con Moulay Hassan al-Ya'qūbī (también llamado Hassan El Yacoubi) le dio dos hijas:
- Lalla Zubaida al-Ya'qūbī. (también llamada Zoubida El Yacoubi), Vicecónsul en Nueva York en 1985.
- Lalla Nufissa al-Ya'qūbī (también llamada Noufissa El Yacoubi), Vicecónsul en Nueva York en 1986.

La autobiografía de Maharajakrishna Rasgotra, ex exsecretario de relaciones internacionales de la India, A life in Diplomacy, refleja un pasaje con la princesa que la sitúa en la embajada de Washington en 1969 y resalta la amistad de la esposa de este, Kadambari Viswanathan, con la princesa marroquí y los contactos que Lalla Aisha tenía a nivel internacional:

En Marruecos, Kadambari había conocido y hecho amistad con la hermana del rey Hassan II, Lalla Aicha, durante una cena organizada por el rey para unas pocas damas en el harén real para celebrar el nacimiento del príncipe Mohammed. El esposo de la princesa Lalla, Moulay Hassan al-Yaqoubi, era el embajador de Marruecos en Washington. Un día o dos después de llegar a Washington. Llamé a la embajada de Marruecos para solicitar una cita para que Kadambari y yo hiciéramos una visita de cortesía al embajador y a la Princesa Lalla. Casi de inmediato nos convocaron la semana siguiente. Me sorprendió que nos estuvieran esperando en la embajada. De los invitados reunidos, la primera persona que nos presentó Lalla Aicha fue el Dr. Henry Kissinger, el asistente del presidente Richard Nixon para Asuntos de Seguridad Nacional.

En 1972 se divorció y contrajo nuevo matrimonio en agosto de ese mismo año con el príncipe Moulay Hassan al-Mahdi (1912-1984), tercer hijo de Moulay Muhammad al-Mahdi bin Ismail, antiguo Jalifa de Tetuán.
A partir de 1973 terminó su carrera como embajadora y se retiró a la vida privada. Altamente culta e inteligente, tenía un perro pequinés llamado Norbert y un par de loros que solía llevar con ella en varios viajes. Era una entusiasta del golf y participó en el Trofeo de Golf Hassan II, en la Copa de Golf Lalla Meryem y jugó 18 hoyos todos los días hasta su muerte. El Q-School Ladies European Tour fue rebautizado como Lalla Aicha School Tour en honor a la princesa marroquí. El Trophy Hassan II es una competición que forma parte de la programación del Tour Europeo que se celebra cada año. Entre las actividades que desempeñó tras apartarse de la vida pública mantuvo sus actividades de colaboración con la Media Luna Roja, sección de la Cruz Roja en los países islámicos.
Murió el 4 de septiembre de 2011 en Rabat. Fue enterrada en el mausoleo de Moulay El Hassan en el Palacio Real de Rabat después del Asr y las oraciones fúnebres en la mezquita de Ahl Fès.

## Distinciones

#### Marroquíes
- Gran Cordón de la Orden del Trono (1963).

#### Extranjeras
- Gran Cruz de la Orden del Mérito de la República Italiana (01/07/1970).[15]
- Comendador de la Real Orden Victoriana (27/10/1980).[16]

## Nombramientos militares honorarios
- Coronel Honorario de la Armada Siria (1957–2011).